# Helvetica (Schriftart)
Die Helvetica, ursprünglich Neue Haas Grotesk, ist eine serifenlose Linear-Antiqua, auch Grotesk oder Endstrichlose genannt. Sie wurde 1957 von der Haas’schen Schriftgiesserei AG in Münchenstein bei Basel in der Schweiz auf den Markt gebracht. 

## Geschichte
Die ersten Schriftschnitte gestaltete ab 1956 der Schweizer Grafiker Max Miedinger in Zusammenarbeit mit Eduard Hoffmann, dem Geschäftsführer der Haas’schen Schriftgiesserei in Münchenstein bei Basel. Als Vorlage dienten ihnen die Akzidenz-Grotesk von Berthold und die Normal Grotesk aus dem Hause Haas. 1957 wurde die halbfette Garnitur zur Messe graphique 57 für den Handsatz veröffentlicht, zunächst unter dem Namen Neue Haas-Grotesk. Die D. Stempel AG, seit 1954 mehrheitlich an der Haas’schen Schriftgiesserei beteiligt, brachte die Schrift ab 1960 auch – angepasst an die technischen Gegebenheiten – als Matrizen für Linotype-Setzmaschinen heraus. Im Zuge dessen schlug sie den Vertrieb unter dem Namen Helvetia vor, um auf dem internationalen Markt mehr Chancen zu haben. Dies gefiel der Haas’schen Schriftgiesserei jedoch nicht, da bereits eine Versicherung und eine Nähmaschinenfabrik diesen Namen trugen, und sie schlug stattdessen den Namen Helvetica – «die Schweizerische» oder «die Schweizerin» – vor, unter dem sie seit 1960 vertrieben wird. Die Schrift stand in Konkurrenz zur Folio und zur Univers. In der DDR gab es als heimische Alternative die Schriftart Maxima.
1983 entwarf die D. Stempel AG für die Linotype AG die Schriftfamilie Neue Helvetica. Dafür wurden die historisch gewachsenen und nicht immer zueinander passenden Schnitte neu gezeichnet und besser aufeinander abgestimmt. In der Postscript-Version besteht die Schriftfamilie heute aus 51 Schnitten.
Seit 2011 ist der von Christian Schwartz digitalisierte ursprüngliche Entwurf der Neuen Haas-Grotesk wieder bei Linotype verfügbar. Sie enthält auch die von Max Miedinger gestalteten Alternativglyphen für das R (sog. «flaches R») und das a, die statt in der Helvetica in der Arial Einzug gehalten haben und bisher als Unterscheidungsmerkmal zwischen den beiden Schriften galten.

## Bedeutung

Schriftenvergleich zwischen Arial und Helvetica

Vergleich des a in Arial (blau) und Helvetica (rot)

Die Helvetica war durch ihren Einsatz als Hausschrift vieler Firmen allgegenwärtig. Sie wurde unter anderem zwischen 2013 und 2015 mit den Betriebssystemen macOS und iOS von Apple ausgeliefert. Ab Windows 10 ist die Implementierung Neue Haas Grotesk von Font Bureau im Paket «Paneuropäische zusätzliche Schriftarten» enthalten, das unter Einstellungen – Apps – Optionale Features verwalten aufgespielt werden kann. Open-Source-Software benutzt häufig eine der Helvetica ähnliche Schrift, die Nimbus Sans L von URW Type Foundry.
Im Jahr 2007 wurde das 50-jährige Bestehen der Schrift gefeiert und unter anderem durch den Dokumentarfilm Helvetica von Gary Hustwit gewürdigt. Darüber hinaus widmete das New Yorker Museum of Modern Art der Schrift eine Ausstellung, und 2008 erschien das Buch Helvetica forever – Geschichte einer Schrift in dem erstmals das Protokollheft von Eduard Hoffmann publiziert wurde. In dieser 58-seitigen Chronik dokumentierten er und Max Miedinger minuziös die Entwurfsarbeit und Entstehungsgeschichte der Helvetica von November 1956 bis Juli 1965.

## Von Helvetica inspirierte Schriften
- Im Softwarepaket der CorelDraw Graphics Suite ist eine weitgehend gleiche Schrift mit allen relevanten Schriftschnitten namens Swiss bzw. Switzerland als Ersatz für die Helvetica enthalten. Die Schrift Swiss wurde von Max Miedinger entworfen, der schon 1961 die Helvetica für die Firma Linotype entwickelt hatte.[4]
- B & P Graphics (Dublin, Irland) veröffentlichte 1991 mit der CD SERIALS Vol. 2 (Sans Serif Collection) ebenfalls gleichartige Schriften namens Olympia (für Helvetica) und Olympia 88 (für Helvetica Neue).
- Des Weiteren taucht sie auch unter folgenden Namen auf: Aristocrat, Claro, Corvus, Europa Grotesk, Geneva/2, Hamilton, HE, Helios, Helios/II, Helv, Helvette, Holsatia, Megaron, Megaron/II, Newton, Spectra, Swiss 721, Triumvirate, Vega, Video Spectra
- Die für das Textsatzsystem TeX entwickelte freie Neo-Grotesk-Schriftart TeX Gyre Heros

## Klassifikation der Schrift
- Nach DIN 16518 kategorisiert man die Helvetica in der Gruppe VIa (Serifenlose Linear-Antiqua mit klassizistischem Charakter).
- In der Klassifikation nach Formprinzip ist sie als statische Grotesk eingeordnet.

## Helvetika
In der EU-Tabakprodukterichtlinie, die die Warnaufdrucke auf Tabakerzeugnissen regelt, wird dafür die Schriftart Helvetica vorgeschrieben. In der deutschen Version wurde diese jedoch fälschlicherweise in Helvetika übersetzt. Diese Schreibweise gelangte damit auch in die nationale Gesetzgebung Deutschlands und Österreichs.